# جائزة مو إبراهيم للإنجاز في القيادة الإفريقية
جائزة إبراهيم للإنجاز في القيادة الأفريقية هي جائزة تقدمها مؤسسة مو إبراهيم إلى روساء الدول أو الحكومات من الأفارقة ذوي الحُكم الرشيد الذين وفروا الأمن والصحة والتعليم والتنمية الاقتصادية لناخبيهم وقاموا بنقل السلطة بشكل ديموقراطي إلى من جاء بعدهم. ويقوم بتمويل هذه الجائزة مو إبراهيم، رجل الأعمال المولود في السودان. وفقًا لإبراهيم، فإن “الحكم الرشيد أمر بالغ الأهمية.” تُعتبر جائزة مو إبراهيم هي الأكبر في العالم حيث تتألف من مبلغ 5 ملايين دولار أمريكي، وبهذا تفوق جائزة نوبل للسلام التي تبلغ قيمتها 1.3 مليون دولار. كان رئيس جنوب إفريقيا الأسبق نيلسون مانديلا ورئيس الولايات المتحدة الأسبق بيل كلينتون والأمين العام السابق للأمم المتحدة كوفي عنان من بين من رحبوا بالمبادرة.
تستثمر مؤسسة مو إبرايم في مجالات الحكومة والقيادة لتحفيز عمليات التحوّل في أفريقيا. وتقدم الوسائل والمناصرة من أجل بروز قيادة تقدميّة وإدارة مسؤولة، وتعمل من أجل تحقيق تغيير حقيقي في أفريقيا. كما تركز المؤسسة على تسليط الضوء على نماذج لقيادات ناجحة وعلى توفير فرص وعلى الوصول لقادة واعدين لتعزيز القيادة في أفريقيا.
تم منح جائزة مو إبراهيم للحكم الرشيد في إفريقيا في عامي 2007 و2008 . وكان رئيس جنوب إفريقيا الأسبق نيلسون مانديلا هو الفائز بالجائزة الشرفية. في الثالث عشر من يوليو عام 2010 ، أعلنت مؤسسة مو إبراهيم عن قرارها بحجب الجائزة لهذا العام.

## شروط المَنح
- رئيس تنفيذي أفريقي سابق لـ دولة أو حكومة.
- له ثلاث سنوات متقاعد.
- حكومته منتخبة ديمقراطياً.
- خدمَ على المدى دستورياً.
- أظهر قيادة استثنائية.

## الفائزون بالجائزة
الفاىزون بالجائِزة هُم:
| السنة 2013 | الحائز على الجائزة | الدولة       | ترك المنصب عام 2011 | السبب لانة اراد توحيد أفريقيا كاتحاد السوفيتي، اعترض بعض الدول التي حرضتهاالولايات المتحدة خوفا منة |  |
| ---------- | ------------------ | ------------ | ------------------- | --- |  |
| 2007       | جواكيم شيسانو      | موزمبيق      | 2005                | نظرًا “لدوره في قيادة موزمبيق من الصراع إلى السلام والديموقراطية.” |  |
| 2008       | فيستوس موجاي       | بوتسوانا     | 2008                | "ضمنت قيادة الرئيس موجاي المتميزة لبوتسوانا الاستقرار والازدهار الدائم في مواجهة وباء انتشار فيروس نقص المناعة البشرية/الإيدز الذي هدد مستقبل الدولة والشعب.”                                                                                    |  |
| 2009       | تم حجب الجائزة     |              |                     | |  |
| 2010       | تم حجب الجائزة     |              |                     | |  |
| 2011       | بيدرو بيريس        | الرأس الأخضر | 2011                | |  |
| 2012       | تم حجب الجائزة     |              |                     | ذكر رئيس لجنة الاختيار سالم أحمد سالم أنه لا يوجد مرشحين مناسبين لتلقي الجائزة. وأضاف إن “عجلة الاقتصاد تتحرك للأمام بلا هوادة. ومع ذلك، فالتنمية الاقتصادية لا تمنحنا مبررًا لنشعر ولو بقدر ضئيل من الرضا عن المشاركة وحقوق الإنسان بين الشعوب". |  |

## إصدارات المؤسسة

### الإصدار السادس
تقوم المؤسسة بإصدار سنوي من دليل إبراهيم للحكم في أفريقيا (IIAG) منذ العام 2000 ، جاء في الإصدار السادس من دليل إبراهيم للحكم في أفريقيا، تحسن الحكم في أفريقيا منذ عام 2000 . فعلى مدى السنوات الاثنتي عشرة الماضية، شهدت القارة تحسنا في 11 فئة من الفئات الفرعية الأربع عشرة من IIAG. وتتجلى أكبر التحسينات في الفئات الفرعية لكل من الصحة، والقطاع الريفي، والنوع الاجتماعي، حيث تظهر جميع المؤشرات تحسنا منذ عام 2000 .
كما أشار التقرير إلى أنه ""وعلى الرغم من استمرار تحسن الحكم في الكثير من البلدان، فإن بعض القوى الإقليمية الكبرى في أفريقيا، وهي مصر وكينيا ونيجيريا وجنوب أفريقيا - أظهرت أداء غير طيب في الحكم منذ عام 2006 ، وعلى مدى السنوات الست الماضية، انخفض أداء جميع البلدان الأربعة في اثنتين من الفئات الأربع الرئيسية في IIAG : وهي السلامة وسيادة القانون والمشاركة وحقوق الإنسان. وأظهرت كل من هذه البلدان الأربعة أكبر التدهور في الفئة الفرعية الخاصة بالمشاركة، التي تقيّم مدى حرية المواطنين في المشاركة في العملية السياسية. كذلك سجلت جنوب أفريقيا وكينيا أيضا انخفاضا في الفرص الاقتصادية المستدامة. أما القوتان الكبيرتان نيجيريا وغرب أفريقيا، فقد هبطتا هذا العام وللمرة الأولى لتصبحا ضمن أسوأ عشر دول أداء من حيث الحكم على مستوى القارة"".
كما أظهر التقرير أن «درجات الأداء الكلي ببطء لدول غرب ووسط وجنوب أفريقيا، سجل كل من شمال وشرق أفريقيا هبوطاً. كما تقدمت دول غرب أفريقيا الآن على دول شرق أفريقيا في فئة الفرص الاقتصادية المستدامة. وأبدت كينيا وأوغندا، وهما من البلدان ذات الثقل في شرق أفريقيا - تدهوراً في الفرص الاقتصادية المستدامة، مما هبط بدوره بالاتجاهات الإقليمية».
وأشار أيضا إلى أنه «بوجه عام، منذ عام 2006 ، برزت مؤشرات الأداء الأقوى على مستوى القارة في فئتي الفرص الاقتصادية المستدامة والتنمية البشرية، حيث كان هناك تحسن في جميع الفئات الفرعية. وفي الوقت نفسه، سجلت فئتا السلامة وحكم القانون والمشاركة وحقوق الإنسان انخفاضا، ويرجع ذلك أساسا إلى التراجع في الفئات الفرعية الثلاث: سيادة القانون، والسلامة الشخصية، والحقوق».

## ذات صلة
مو إبراهيم

## وصلات خارجية
- موقع مؤسسة مو إبراهيم الإلكتروني بالإنجليزية
- oxonianreview
- البليونير مو إبراهيم: صحيفة النيويورك